# René Leon Antoine Daem
René Leon Antoine Daem (Wetteren, 17 augustus 1912 – Waerana (Flores), 5 oktober 1994) was een Belgisch priester die 40 jaar lang missiewerk verrichtte op het Indonesische eiland Flores.

## België
René was oudste zoon van  Hector Daem en Adèle Lips uit Wetteren, waar hij tevens de lagere school volgde. In 1924 begon Daem z'n Latijnse studies aan het Sint-Franciscuscollege te Wetteren. Twee jaar later te Dendermonde en na het beëindigen van de Retorica in 1930 maakte hij bekend dat hij priester wilde worden. Na twee jaar kleinseminarie te Gent volgde Daem vier jaar grootseminarie.  Daem was actief in het Algemeen Katholiek Vlaams Studentenverbond. Hij werd tot priester gewijd te Gent in 1936. Van 1936 tot 1941 was hij leraar Latijn-Grieks te Geraardsbergen aan het Sint-Catharinacollege en vanaf het jaar 1937 was hij hulp-onderpastoor te Sint-Martens-Lierde.
Tijdens de Tweede Wereldoorlog was Daem aangesteld als brancardier. De dag voor de Belgische capitulatie werd hij met vele andere Belgische militairen door de Duitse bezetter gevangen genomen en op transport gezet naar Duitsland. De inscheping gebeurde in het Nederlandse Walsoorden, in vier schepen. Daem bevond zich op het binnenschip Rhenus 127 dat op 30 mei 1940 ter hoogte van Willemstad op een magnetische zeemijn voer waarna het overvolle schip in twee brak. Vele Belgische soldaten verdronken. Daem hielp als priester en als brancardier voor de berging van teruggevonden stoffelijke resten van de verdronken soldaten en hielp mee aan de verpleging van gewonden.  Samen met zijn ouders stond hij in voor de opvang van de bedroefde ouders en verstrekte hen de nodige informatie. De Belgische militairen waaronder Daem werden naar Willemstad overgebracht alwaar hij twee maanden verbleef als krijgsgevangene-brancardier tot wanneer de laatste Belgische militair het hospitaal in Willemstad mocht verlaten. Hun krijgsgevangenschap was aldus van korte duur. In juli 1941 werd Daem benoemd tot Onderpastoor te Ledeberg op de Sint-Lievinusparochie, waar hij zou blijven tot maart 1951. Op 10 april 1944 werd het vormingsstation van Merelbeke, de omgeving en Ledeberg zwaar getroffen door een bombardement van Amerikaanse B26-bommenwerpers. Daem was als priester een van de hulpverleners bij die gelegenheid.

## Flores
Reeds ten tijde van de ramp met de Rhenus had Daem plannen en contacten gelegd met de hoofdaalmoezenier van het Nederlandse leger om zich als missionaris te verbinden met het Nederlandse missiewerk "Societas Verbi Divini". In 1953, toen Daem onderpastoor was te Gent op de Sint-Paulusparochie, had hij contacten met de Indonesische bisschop Van Bekkum die hem vroeg om naar het eiland Flores in Indonesië te komen voor missiewerk. Een professor natuurrecht aan de Universitas Indonesia en adviseur van president Soekarno zorgde ervoor dat Daem een permanente verblijfsvergunning kreeg. Later werd hij ontvangen door Soekarno.
Daem ging werken bij een traditioneel levende bevolkingsgroep in Waerana op Flores, waar aanvankelijk alleen de gezondheidszorg prioritair was. Omtrent 1964 beschreef hij de strijd tegen de een ernstige huidziekte aldaar. Om daarvoor geld in te zamelen ondernam hij een tocht naar Europa. Van het Universitair Ziekenhuis te Gent kreeg hij de nodige medicatie. De priester vond later ook tijd voor geestelijke bijstand en hulp bij de ontwikkeling van de landbouw. 
Al in 1955 verzamelde zich een aantal Europeanen rond de priester die hem steunden bij zijn werk ten behoeve van de gezondheidszorg en armoedebestrijding op Flores. Er werd een organisatie van 'Flores-vrienden' opgericht. Deze Flores-vrienden zijn sinds 1973 een niet-gouvernementele ontwikkelingsorganisatie met activiteiten in Indonesië, Senegal, Bolivia en de Filipijnen.
Daem gaf aan het eind van zijn leven aan dat hij het geen zin vond hebben nog terug te keren naar Vlaanderen. Hij hield van de mensen op Flores en wilde tussen hen begraven worden. Aan die wens werd voldaan op 7 oktober 1994.